# Sonate K. 144
Pour la sonate de Mozart, voir Sonate d'église no 4 de Mozart.
La sonate K. 144 en sol majeur est une œuvre pour clavier du compositeur italien Domenico Scarlatti.

## Présentation
La sonate K. 144, en sol majeur, est notée Cantabile. Le catalogue de Ralph Kirkpatrick éloigne cette sonate de la K. 146, mais en raison de la musicalité et des critères habituels, elles auraient pu former un couple. Robert Cummings évoque la proximité avec l'esprit préromantique du deuxième mouvement du 21e concerto pour piano de Mozart et Pestelli, celle avec les mouvements lents des premières sonates du compositeur salzbourgois. Malcolm Boyd classe l'œuvre dans les sonates douteuses.

## Manuscrits
Le manuscrit principal est la copie figurant dans le manuscrit Worgan (1748–1752) à Londres, Add. Ms. 31553 (no 44),. Deux copies figurent à Saragosse : source 2, B-2 Ms. 31 fos 25v-27r (no 13) et source 3, B-2 Ms. 32, fos 77v-79r (no 39).

## Interprètes
La sonate K. 144 est défendue au piano, notamment par András Schiff (1987, Decca), Sonia Rubinsky (Arabesque), Alice Ader (2010, Fuga Libera), Carlo Grante (2012, Music & Arts, vol. 3), Claire Huangci (2015, Berlin Classics), Federico Colli (2019, vol. 2, Chandos) et Christoph Ullrich (2019, Tacet, vol. 3).
Au clavecin, elle est enregistrée par Scott Ross (1985, Erato), Robert Woolley (1987, EMI), Pierre Hantaï (1992, Astrée et 2015, Mirare, vol. 4), Joseph Payne (1993, BIS), Christophe Rousset (1997, Decca), Nicolau de Figueiredo (2001, Intrada), Richard Lester (2003, Nimbus, vol. 3), Pieter-Jan Belder (Brilliant Classics, vol. 4), Bertrand Cuiller (2009, Alpha) et Olivier Beaumont (2022, Encelade).
Aline Zylberajch (2003, Ambronay) la joue au piano-forte. Fábio Zanon (2006, Musical Heritage) l'interprète à la guitare et Bérengère Sardin à la harpe (2020, Harmonia Mundi).

## Sources
: document utilisé comme source pour la rédaction de cet article.
- (it) Giorgio Pestelli, Le sonate di Domenico Scarlatti : proposta di un ordinamento chronologica, Turin, Giappichelli, coll. « Archeologia e storia dell'arte » (no 2), 1967, iv-294 (OCLC 313316263, BNF 43197837)
- Ralph Kirkpatrick (trad. de l'anglais par Dennis Collins), Domenico Scarlatti, Paris, Lattès, coll. « Musique et Musiciens », 1982 (1re éd. 1953 (en)), 493 p. (ISBN 978-2-7096-0118-4, OCLC 954954205, BNF 34689181).
- Alain de Chambure, « Domenico Scarlatti : Intégrale des sonates — Scott Ross », Erato (2564-62092-2), 1985 (OCLC 891183737) .
- (en) Malcolm Boyd, Domenico Scarlatti : master of music, New York, Macmillan, 1987, xi-302 (OCLC 470280952, BNF 42875007, lire en ligne)